# Перевальный (Ставропольский край)
Перева́льный — хутор в составе Минераловодского района (городского округа) Ставропольского края России.

## География
Расстояние до краевого центра: 97 км. Расстояние до районного центра: 33 км.

## История
Основан крестьянами из села Нагутского и центральных губерний Российской империи в 1912—1913 годах. По другим данным, 8 мая 1913 года.
До 2015 года хутор был административным центром упразднённого Перевальненского сельсовета.

## Население
| 1989 | 2002  | 2010  | 2014  | 2021  |
| ---- | ----- | ----- | ----- | ----- |
| 1015 | ↗1092 | ↘1065 | ↘1000 | ↗1140 |

По данным переписи 2002 года, 69 % населения — русские.

## Инфраструктура
- Социально-культурное объединение[10].

## Образование
- Детский сад № 20 «Теремок»[11].
- Средняя общеобразовательная школа № 10[12]. 1 сентября 1979 года — открытие восьмилетней школы на 120 мест. 1981 год — начало функционирования школы № 10 как средней общеобразовательной.

## Экономика
- СПК «Возрождение».